# Rezolucje Rady Bezpieczeństwa ONZ z roku 1963
Stałe miejsca w Radzie Bezpieczeństwa ONZ w 1963 posiadały:
- Francja
- Republika Chińska
- Stany Zjednoczone
- Wielka Brytania
- ZSRR

W roku 1963 członkami niestałymi Rady były:
- Wenezuela
- Brazylia
- Ghana
- Filipiny
- Maroko
- Norwegia

## Rezolucje
Rezolucje Rady Bezpieczeństwa ONZ przyjęte w roku 1963: 
- 178 (w sprawie Senegalu)
- 179 (w sprawie raportu Sekretarza Generalnego o sytuacji w Jemenie)
- 180 (w sprawie terytoriów znajdujących się pod portugalską administracją)
- 181 (w sprawie polityki apartheidu rządu RPA)
- 182 (w sprawie polityki apartheidu rządu RPA)
- 183 (w sprawie terytoriów znajdujących się pod portugalską administracją)
- 184 (w sprawie Zanzibaru)
- 185 (w sprawie Kenii)